# Dominicas parishes

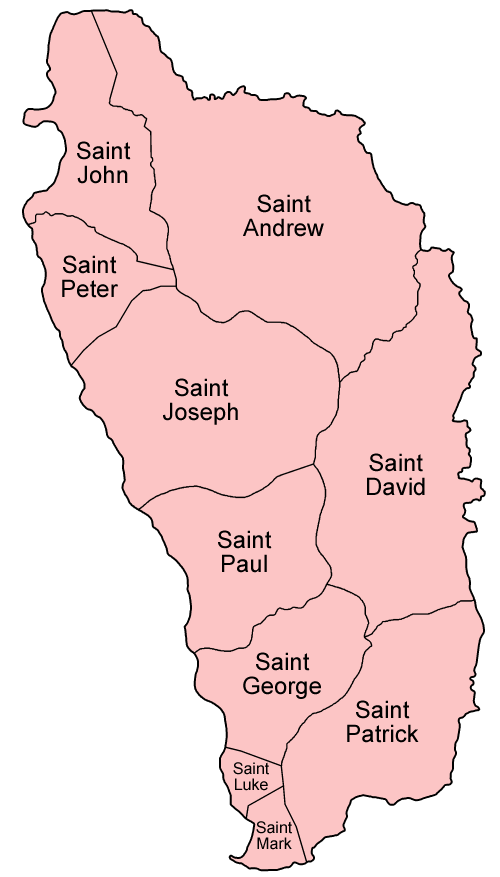
Dominicas parishes (distrikt).

Dominicas distrikt: Dominica är indelat i 10 administrativa distrikt (parish).
| Distrikt   | Areal (km²) |  | Huvudort      |  | Invånarantal 2009 |
| ---------- | ----------- |  | ------------- |  | ----------------- |
| St Andrew  | 179         |  | Marigot       |  | 10 300            |
| St David   | 127         |  | Rosalie       |  | 6 800             |
| St George  | 54          |  | Roseau        |  | 19 900            |
| St John    | 58          |  | Portsmouth    |  | 5 400             |
| St Joseph  | 120         |  | Saint Joseph  |  | 5 800             |
| Saint Luke | 12          |  | Pointe Michel |  | 1 600             |
| St Mark    | 10          |  | Soufrière     |  | 2 000             |
| St Patrick | 84          |  | Berekua       |  | 8 400             |
| St Paul    | 67          |  | Pont Cassé    |  | 8 400             |
| St Peter   | 28          |  | Colihaut      |  | 1 400             |
| Totalt     | 746         |  |               |  | 72 500            |